# Ogólnokształcąca Szkoła Muzyczna I st. im. I.J. Paderewskiego w Krakowie
Ogólnokształcąca Szkoła Muzyczna I st. im. I.J. Paderewskiego w Krakowie – szkoła muzyczna, realizująca dwa równoległe kierunki działania: w pionie przedmiotów ogólnokształcących oraz pionie przedmiotów muzycznych, z siedzibą w Krakowie przy ul. Basztowej 8. Została założona w 1950 roku.

## Charakterystyka szkoły
Szkoła realizuje program przewidziany przez podstawę programową dla szkół podstawowych. Ponadto zajęciami obowiązkowymi dla uczniów są przedmioty muzyczne:
- kształcenie słuchu (klasy I-VIII),
- rytmika (klasy I-III),
- audycje muzyczne (klasy IV-VI).

Ponadto każdy uczeń uczestniczy w indywidualnych lekcjach gry na wybranym przez siebie instrumencie. W ofercie dydaktycznej szkoły znajdują się: fortepian, skrzypce, wiolonczela, trąbka, flet, klarnet, saksofon altowy (od kl. IV), gitara klasyczna, perkusja, akordeon. Od klasy V każdy uczeń, który wybrał instrument inny niż fortepian, ma obowiązek uczestniczenia w zajęciach „fortepian obowiązkowy”.
Wszystkich uczniów obowiązuje ten sam, jednolity strój galowy. Dla dziewcząt: kamizelka granatowa z logo szkoły, granatowa układana spódnica do kolan, biała koszulowa bluzka oraz krawat, czarne wizytowe buty; dla chłopców: kamizelka granatowa z logo szkoły, granatowe spodnie, biała koszula i krawat, czarne wizytowe buty.
Szkoła rokrocznie organizuje koncert w Filharmonii Krakowskiej. Stanowi on przegląd pracy wykonanej przez uczniów. Tradycyjnie koncert otwiera występ orkiestry szkolnej, a zamyka występ chóru szkolnego.

## Historia szkoły
Państwowa Szkoła Muzyczna stopnia podstawowego i licealnego powstała na mocy decyzji Ministra Kultury i Sztuki we wrześniu 1950 r. Była nowym projektem edukacyjnym, łączącym przedmioty ogólnokształcące na poziomie podstawowym i średnim z kształceniem muzycznym. Siedzibą szkoły stała się zabytkowa kamienica z 1879 r. według projektu Tomasza Prylińskiego. Jedna dyrekcja kierowała pracą uczniów szkoły podstawowej i licealnej do 1962 r. Od tego roku placówka zaczęła funkcjonować oddzielnie jako Państwowa Podstawowa Szkoła Muzyczna.
5 maja 1976 roku, podczas uroczystego koncertu w Filharmonii Krakowskiej z okazji 25-lecia szkole nadano imię Ignacego Jana Paderewskiego i wręczono sztandar. W związku z pogarszającymi się warunkami lokalowymi siedziba szkoły w latach 1982–1992 mieściła się w gmachu WSP przy ulicy Ingardena 4.
W roku 1999 zmieniono nazwę na Ogólnokształcącą Szkołę Muzyczną I stopnia im. Ignacego Jana  Paderewskiego.
Od 1998 roku organizowane są cykliczne koncerty uczniów w Dworku Białoprądnickim.
Od marca 2003 roku, wspólnie z Impresariatem Artystycznym Symfonia, szkoła jest organizatorem Ogólnopolskiego Konkursu Dziecięcych Zespołów Kameralnych. W przedsięwzięciach artystycznych wspiera szkołę powołane w 2006 roku Stowarzyszenie Przyjaciół Szkoły „Menuet G-dur”, mające status organizacji pożytku publicznego.
Z okazji 60-lecia szkoły, na uroczystym koncercie w Filharmonii Krakowskiej w maju 2010 r., prezydent Miasta Krakowa Jacek Majchrowski uhonorował Odznaką „Honoris Gratia” dyrektorkę szkoły Renatę Stępień-Huptyś oraz jej poprzedniczkę na tym stanowisku, Elżbietę Kapustę.

## Współpraca międzynarodowa
W ramach wymiany doświadczeń współpracuje ze szkołami muzycznymi w Polsce i za granicą.
Do placówek zagranicznych utrzymujących kontakt z OSM I st. w Krakowie należą:
- Israel Conservatory of Music, Tel Aviv (Izrael, od 2008 r.)
- Musik Hauptschule w Innsbrucku (Austria, od 2012 r.)
- St. Peters Lutheran College w Indooroopilly (Australia, od 2010 r.)
- orkiestra młodzieżowa z Bergen (Norwegia, od 2011 r.)

## Dyrektorzy szkoły
Od momentu założenia szkoły kierowali nią następujący dyrektorzy:
- od 1950 do 1992: H. Zarzycki, J. Weber, A. Rieger, K. Sheybal, B. Broczkowska, L. Grzyb (dyr.)
- 1992–1997: E. Pabian (dyr.), E. Kapusta, M. Dudzińska (wicedyr.)
- 1997–2007: E. Kapusta (dyr.), R. Stępień-Huptyś, M. Dudzińska (wicedyr.)
- 2007–2012: Renata Stępień-Huptyś (dyr.), Maria Dudzińska (wicedyrektor ds. muzycznych), Anna Wołosiuk (wicedyrektor ds. ogólnych)
- 2012–2018: Bogdan Piznal (dyr.), Włodzimierz Pabian (wicedyrektor ds. muzycznych), Monika Rutkowska-Urbańczyk (wicedyrektor ds. ogólnych), następnie Anna Wołosiuk (wicedyrektor ds. ogólnych)
- od 2018: Włodzimierz Pabian (dyr.)

## Znani absolwenci
Absolwentami szkoły są m.in.:
- Kaja Danczowska – skrzypaczka,
- Maciej Stuhr – aktor,
- Andrzej Zieliński – wokalista, założyciel zespołu Skaldowie,
- Dominika Kurdziel – pianistka, wokalistka,
- Marcin Koziak – pianista, uczestnik Konkursu Chopinowskiego w 2010 r.
- Grzegorz Turnau – pianista, wokalista, kompozytor
- Zbigniew Wodecki – muzyk, wokalista
- Lanek – raper, producent muzyczny, członek SBM Label